# Ninja Commando
Ninja Commando es un videojuego run and gun vertical desarrollado por Alpha Denshi y distribuido por SNK para el Neo Geo arcade y sistemas hogareños en 1992. Fue lanzado para la Neo Geo CD en 1994.

## Jugabilidad
La jugabilidad es similar al juego clásico Ikari Warriors, donde los jugadores avanzan disparando desde una perspectiva arriba abajo. Los jugadores pueden escoger entre tres personajes ninjas, cada uno con habilidades diferentes. Todos cuentan con comandos al estilo de los juegos de lucha, que liberarán sus movimientos especiales basados en pergaminos. Como es costumbre en el género, los niveles del juego terminan con batallas de jefe.

## Trama
Un grupo de élite de tres jóvenes Ninja Commandos—Joe Tiger, un descendiente americano del ninja Kōga-ryū, cuyas armas son shurikens; Ryu Eagle, el 23.er descendiente del famoso ninja Fūma Kotarō de la serie World Heroes, quien utiliza bolas de fuego mágicas en combate; y Rayar Dragon, una chica británica que ha aprendido los caminos del ninjutsu de Iga-ryū, y cuya arma es un arco con flechas espirituales de fuego—deberán detener al villano Spider y su corporación Mars de usar una máquina del tiempo para destruir el pasado y controlar el futuro. Los tres héroes perseguirán al enemigo a lo largo de siete periodos de tiempo, incluyendo el Periodo Sengoku en Japón (donde Ryu venga a su ancestro al matar a Oda Nobunaga), el Antiguo Egipto (done se lucha contra una recreación flotante de Tutankamón), la Edad de Piedra, China en la era de los Tres Reinos (donde se lucha contra Lu Bu), y la Segunda Guerra Mundial.

## Lanzamiento
Ninja Commando fue lanzado originalmente para las máquinas arcade de Neo Geo el 29 de mayo de 1992. La versión de Neo Geo CD fue lanzada el 31 de octubre de 1994.
El juego ha sido relanzado para la consola virtual de Wii en Norteamérica el 14 de julio de 2008. También fue relanzado en diciembre de 2008 como uno de cinco juegos en el compilado de juegos de PlayStation 2, ADK Damashii. El puntaje más alto es de Ian Albrecht con 177.150 puntos.

## Recepción
En Japón, Game Machine clasificó a Ninja Commando en su edición del 15 de junio de 1992 como el undécimo juego de arcade más exitoso del mes, superando a títulos como Raiden. RePlay también ha reportado que el juego fue el décimo juego de arcade más popular del momento. El título fue generalmente bien recibido. La reseña del juego de GamePro elogió sus gráficos «fenomenales» y lo llamó un «excelente carrito de dos jugadores» para el sistema Neo-Geo. Tres miembros del equipo de Game Informer calificaron a Ninja Commando, respectivamente, 6,75; 8,0; y 8,75 de 10. Famicom Tsūshin puntuó a la versión de Neo Geo del juego un 25 de 40.